# Oreolyce quadriplaga
Oreolyce quadriplaga is een vlinder uit de familie van de Lycaenidae. De wetenschappelijke naam van de soort is voor het eerst als Lycaena quadriplaga geldig gepubliceerd in 1892 door Pieter Snellen.